# Церковь Святого Царя
Церковь Святого Царя (арм. Սուրբ Թագաւոր Եկեղեցի; Сурб Тагавор, также известная как церковь Пресвятой Богородицы) — армянская церковь, основанная в XVII веке, располагающаяся в районе Кадыкёй Стамбула, Турция.   

## История
Считается, что церковь была построена в XVII веке, однако самое раннее упоминание о ней относится к 1722 году. Первоначально церковь называлась Сурб Аствацацин (Пресвятая Богородица). 
Церковь была реконструирована в 1814 году, а после землетрясения 1840 года отремонтирована. С 1858 года начала называться Сурб Тагавор (Святой Царь). В том же году были открыты школа Амазасбян и школа Мурадян для девочек. В 1936 году внутренний двор церкви был расширен благодаря меценатству Ованеса Норадуняна. 
Константинопольским патриархом ААЦ Месробом II (Мутафяном) в 2006 году был произведён ремонт. В 2011 году также были произведены реставрационные работы.  

### Вандализм
В 2018 году неизвестные написали на стене надпись «жители Эрзурума, это наша родина».
В 2021 году молодые люди, взобравшись на стену, танцевали рядом с крестом, а видео выложили в Интернет. Армянский депутат Меджлиса Турции Гаро Палян осудил данные действия.

## Галерея

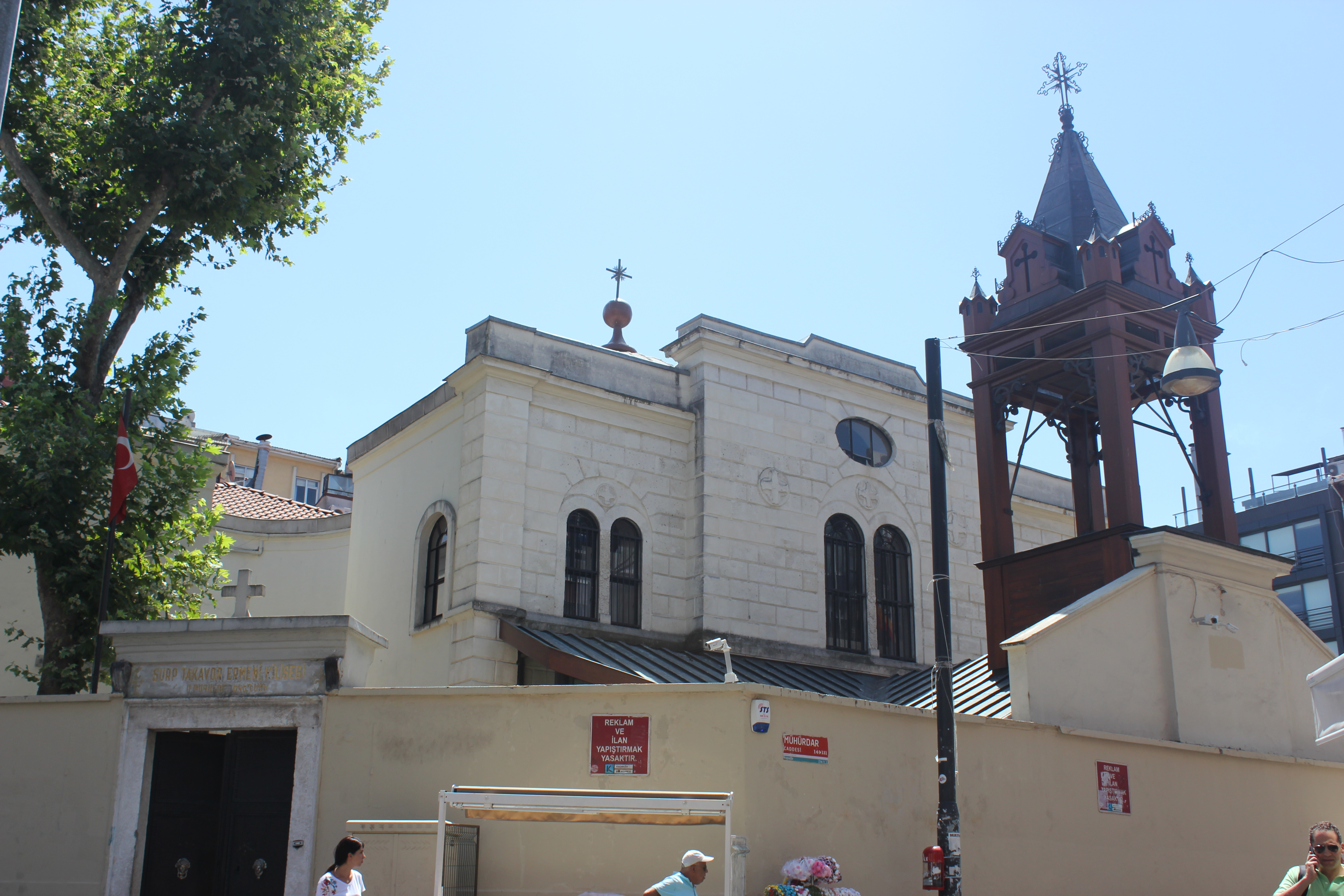
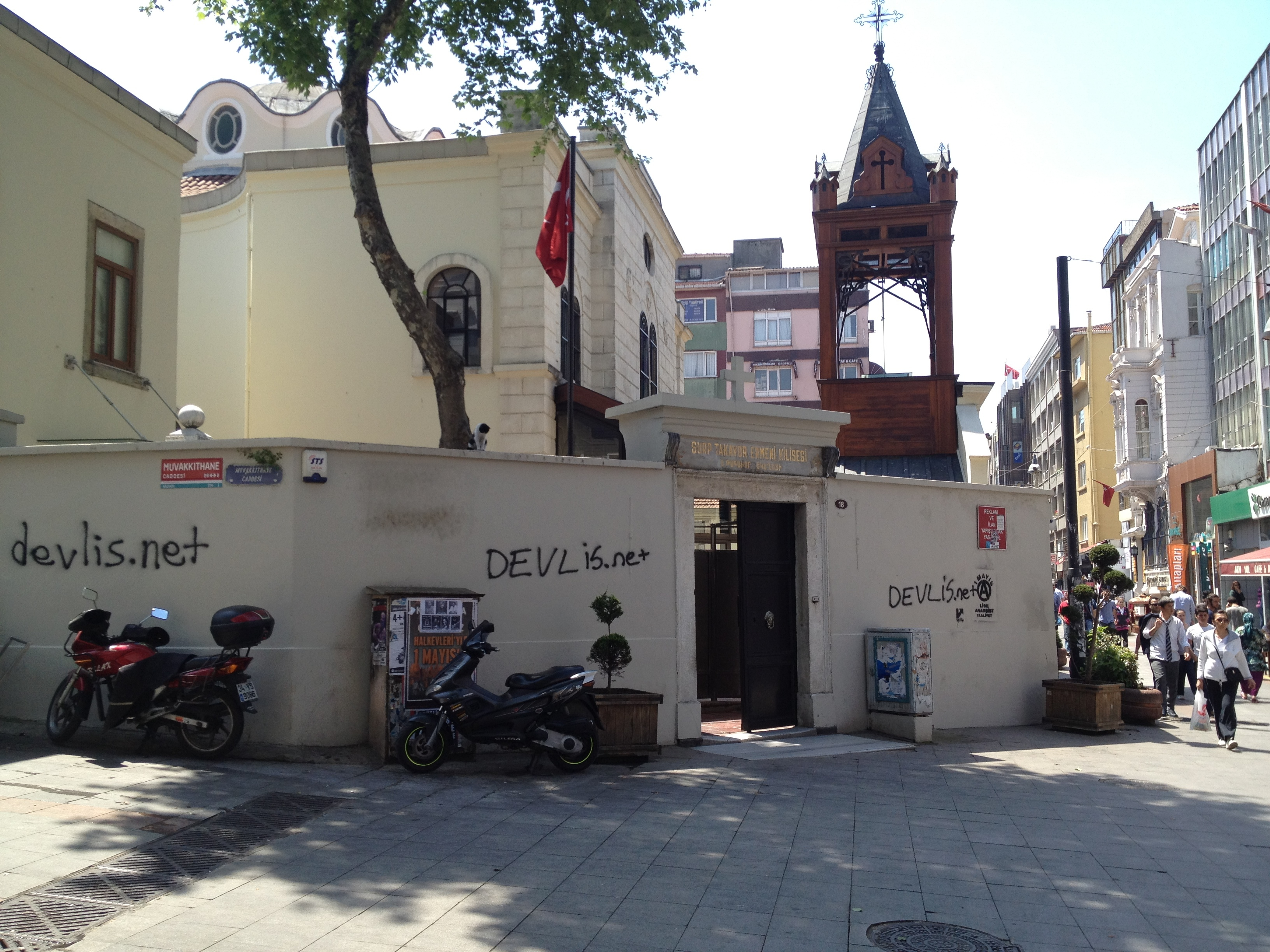
Надписи на стенах «DEVLis.net»
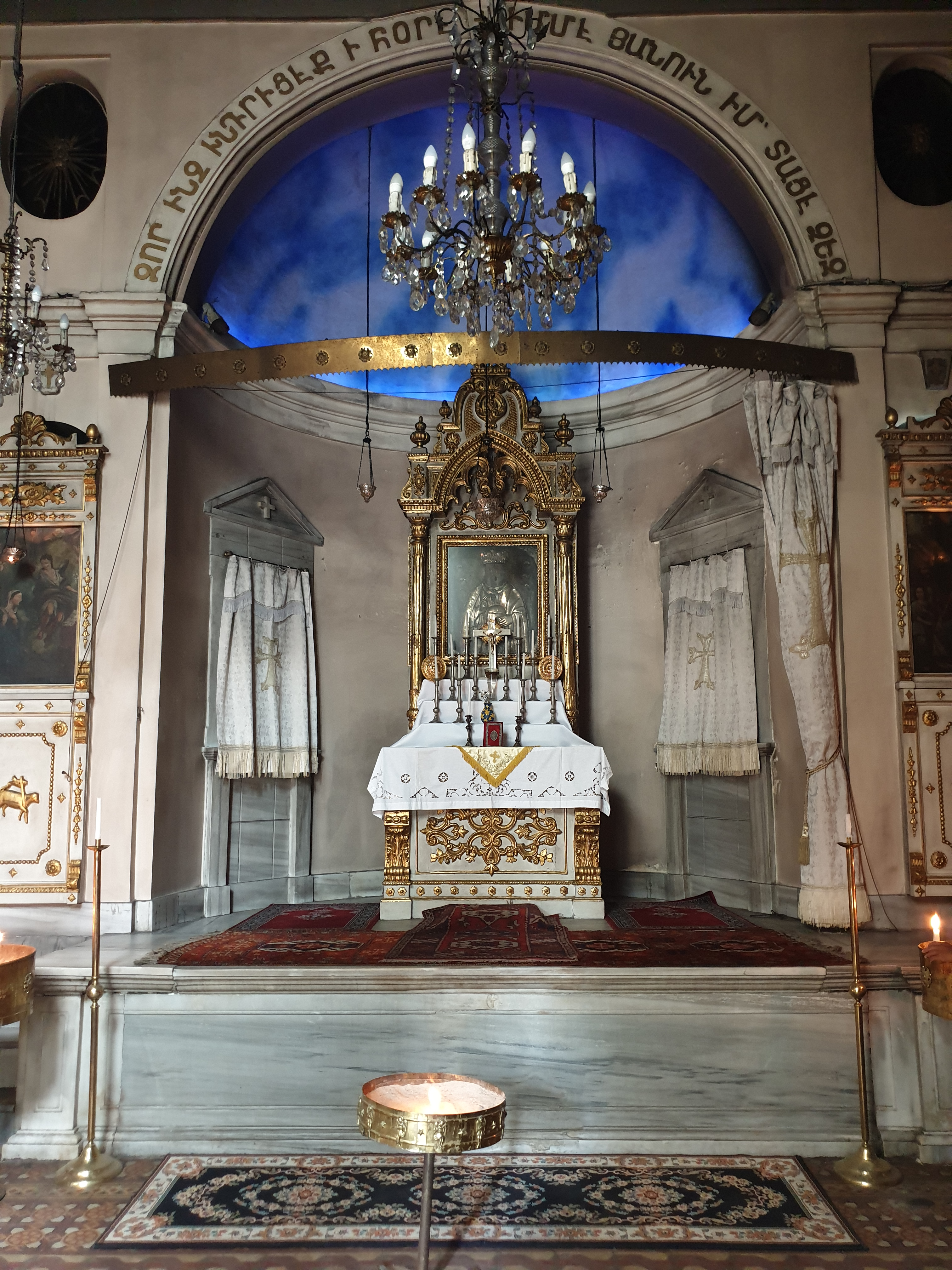
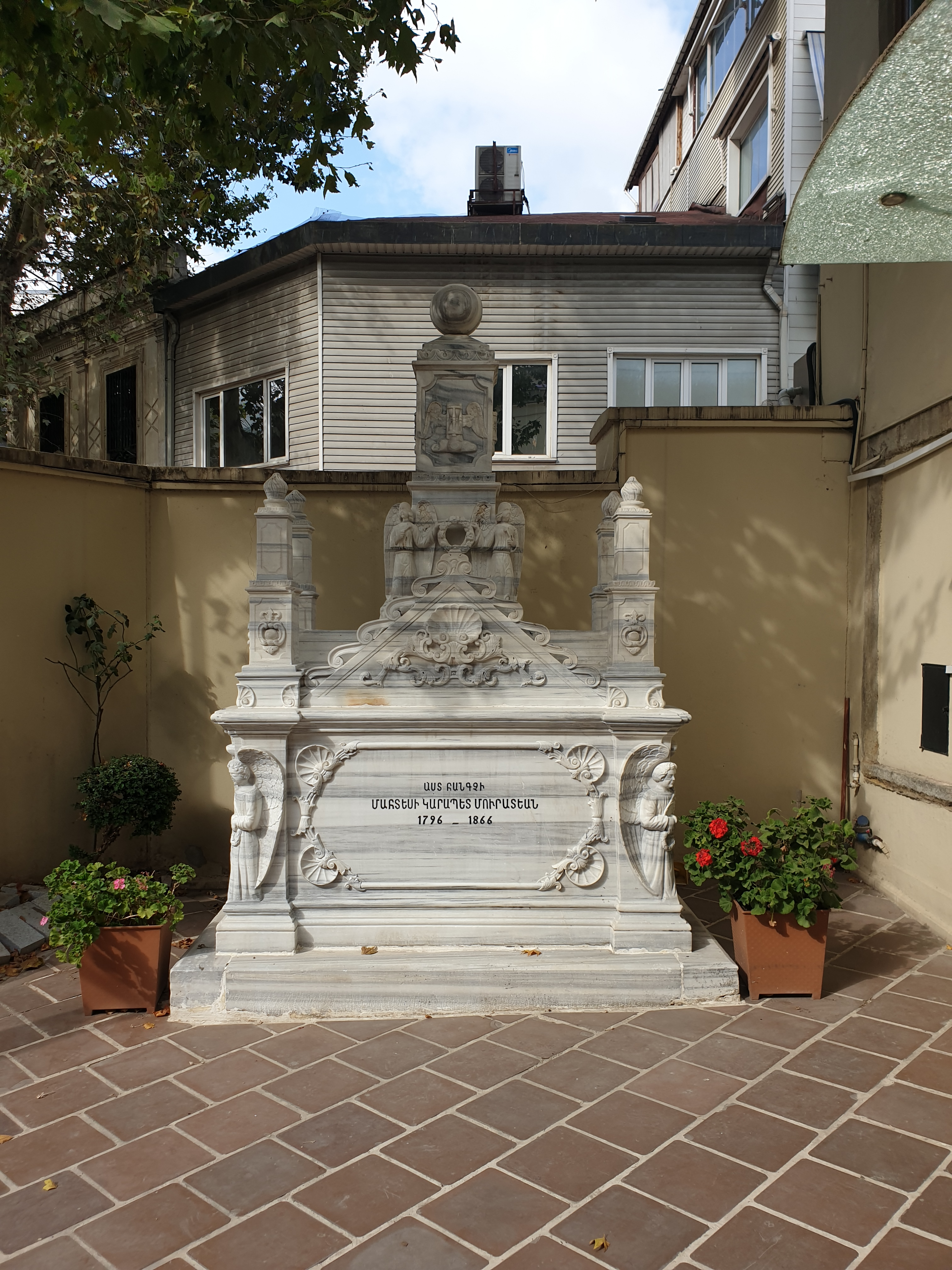
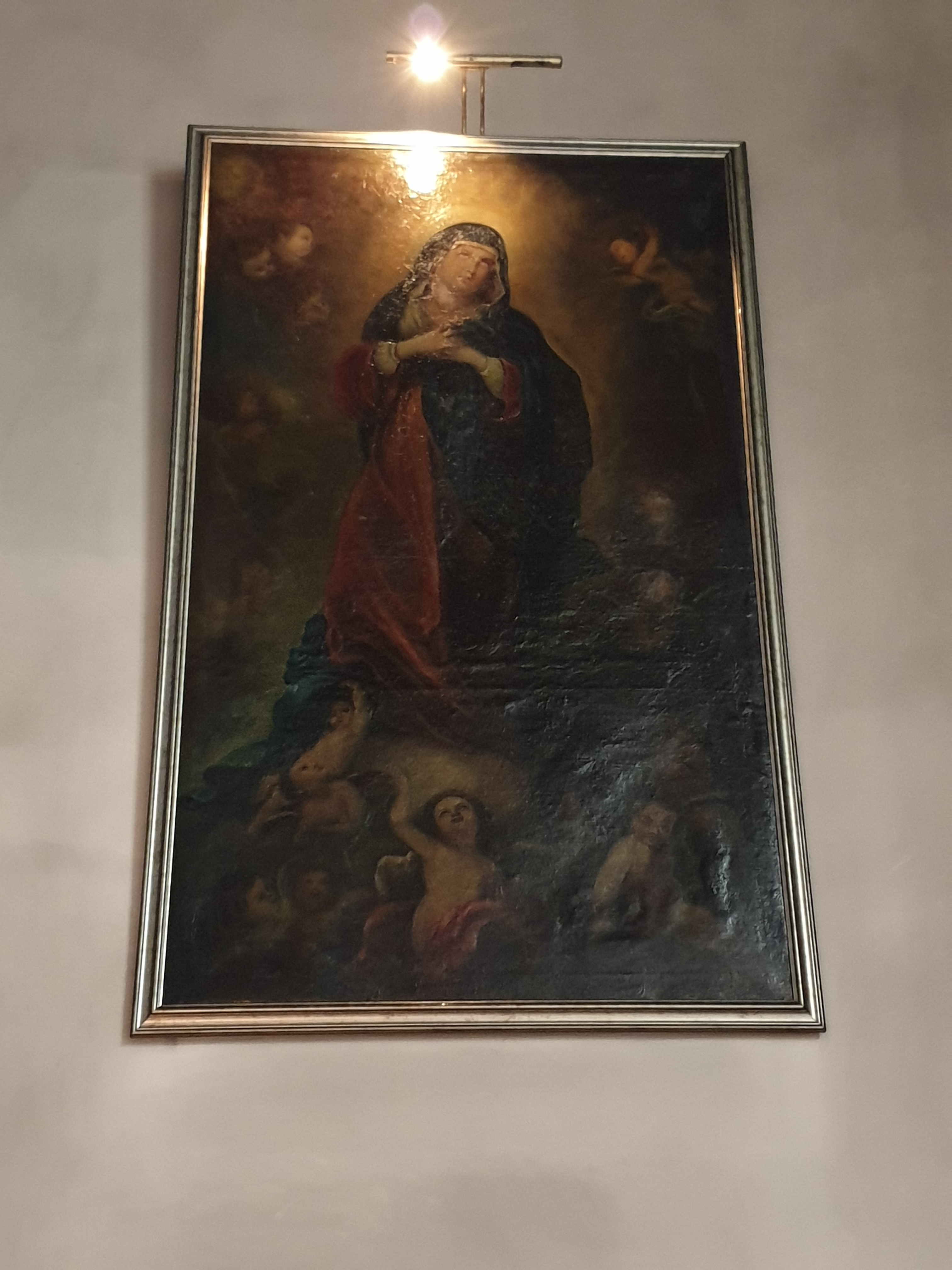
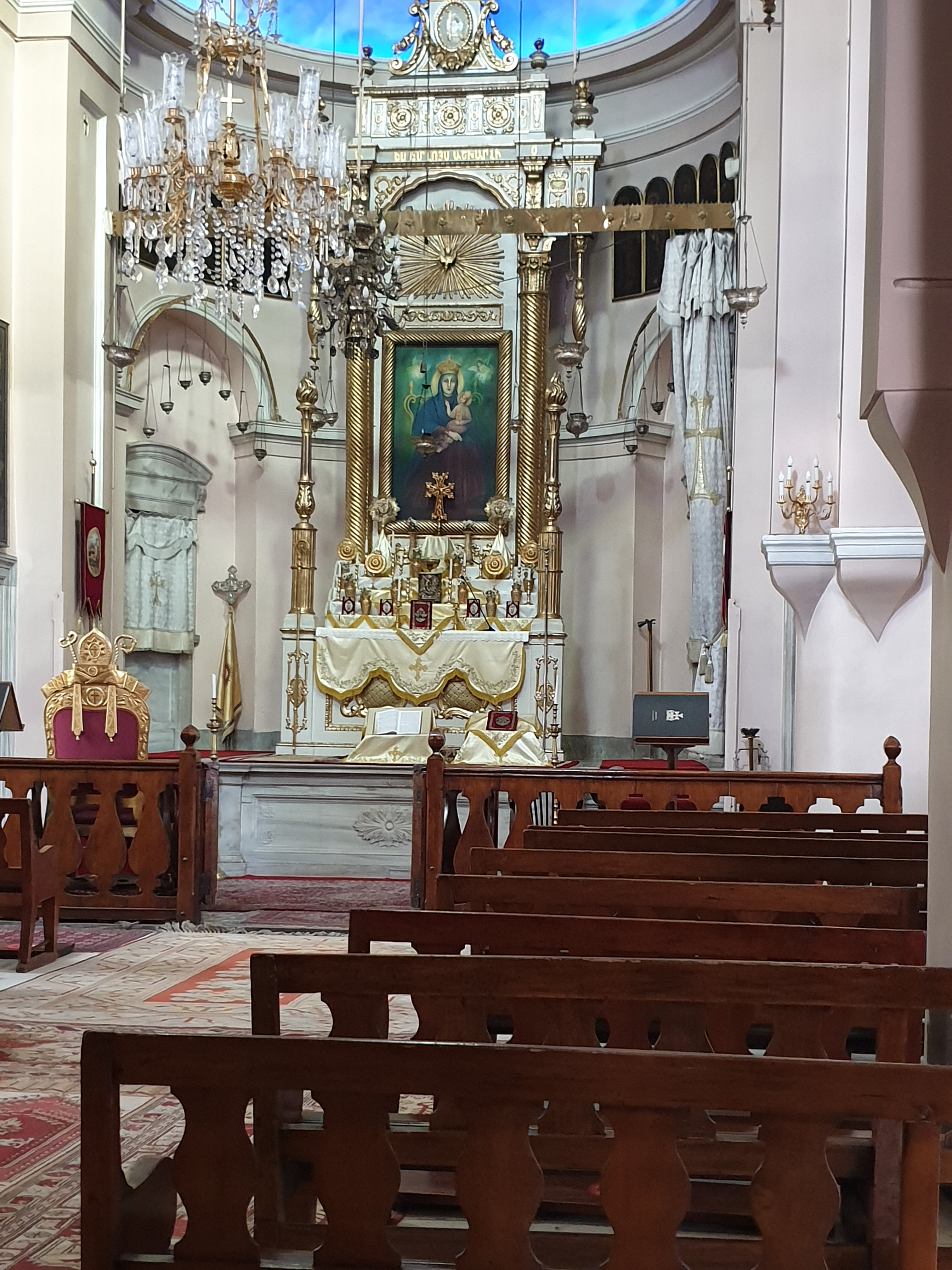
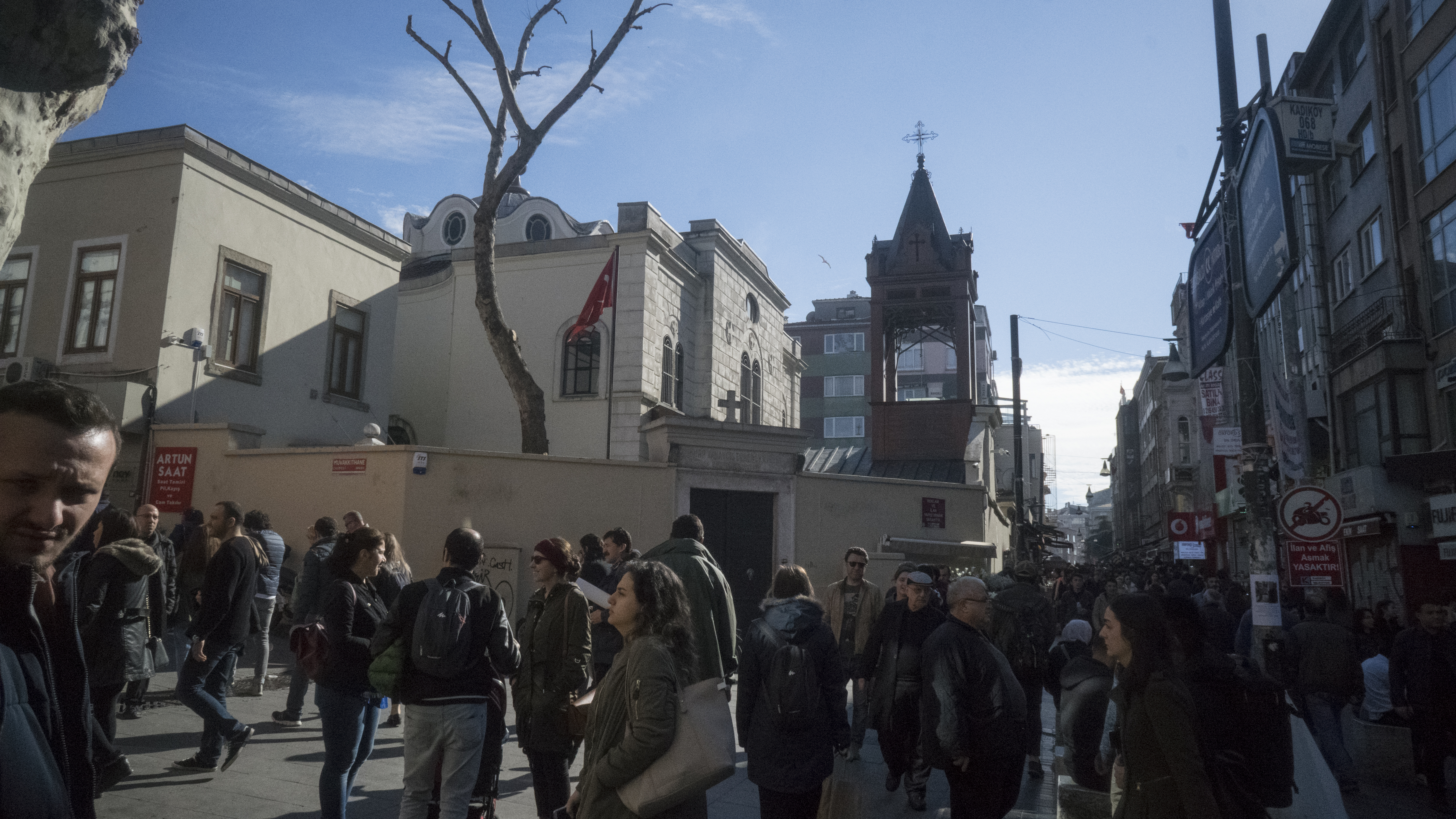
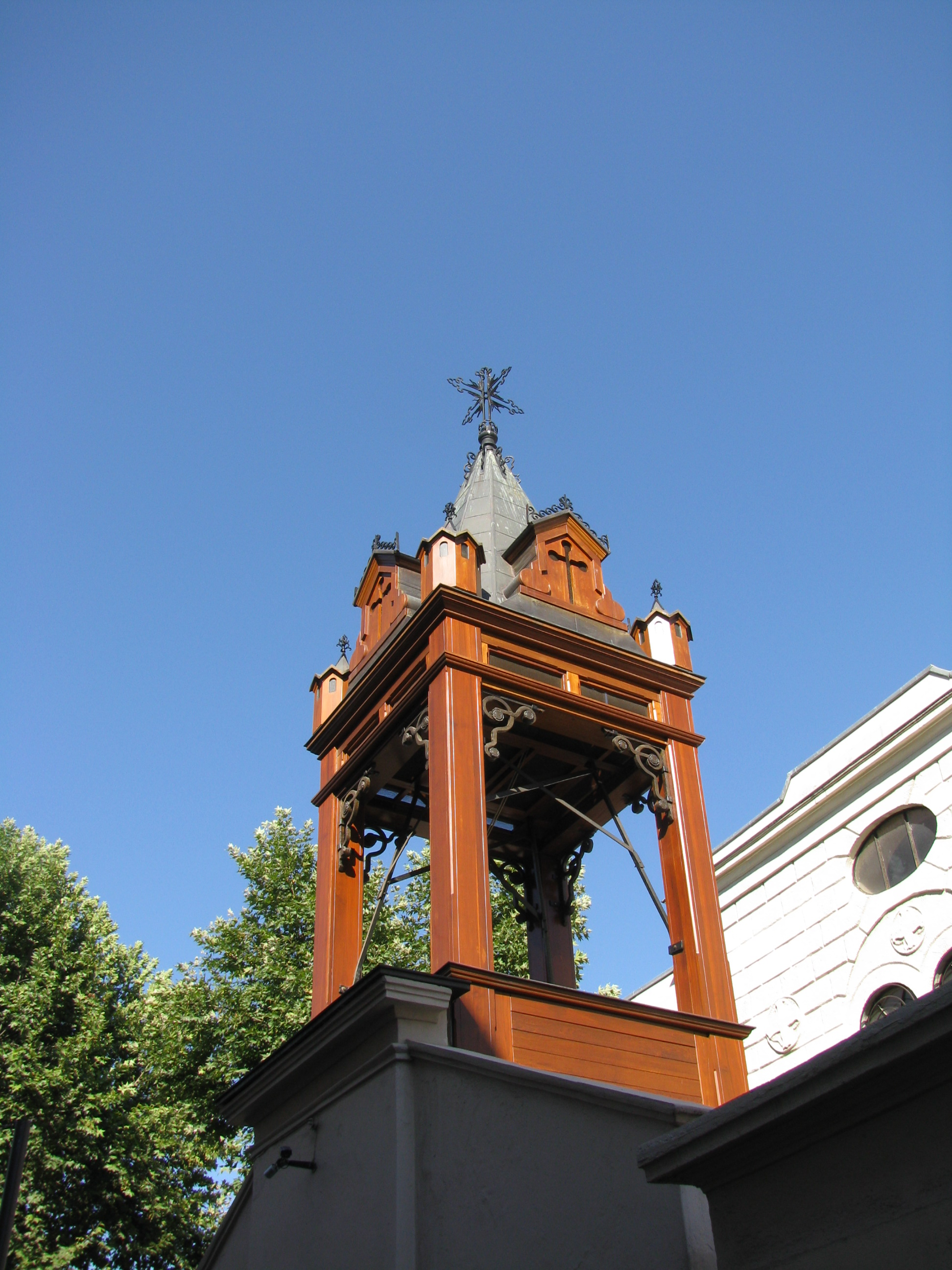